# Migueleño
Migueleño (San Miguel Salinas), jedna od tri skupine Salinan Indijanaca iz Kalifornije koji svoje ime dobivaju po misiji San Miguel. 
John Reed Swanton navodi četiri njihova sela, to su: Cholame, na Cholame Creeku ili ušču Estrella Creeka; Teshaumis, na gornjem toku Cholame Creeka; Teshaya, na misiji San Miguel; i Trolole, možda blizu Santa Margaritea Rancha u okrugu San Luis Obispo.
Henry H. Henshaw navodi tri njihova tradicionalna sela, Tcr'-a-lam-tram na mjestu grada Cholame; drugo Ti'-cau-mis-tram na Cholam kanjonu (podudara se sa Swantonovim Teshaumis); i treći Tro-lo-le'tram (Swantonov Trolole) kod Santa Margarita Rancha.
Migueleño su govorili jednim od dva salinan-dijalekta. Proučavao ga je John Alden Mason desetih godina 20. stoljeća, kome je informant bila čistokrvna Migueleño-žena Maria Ocarpia.